# Championnats d'Europe de patinage artistique 1938
Navigation
Édition précédente Édition suivante
Les championnats d'Europe de patinage artistique 1938 ont lieu du 20 au 23 janvier 1938 à la patinoire olympique de Saint-Moritz en Suisse pour les Messieurs et les Dames, et le 30 janvier 1938 à Opava en Tchécoslovaquie pour les Couples.

## Qualifications
Les patineurs sont éligibles à l'épreuve s'ils représentent une nation européenne membre de l'Union internationale de patinage (International Skating Union en anglais). Les fédérations nationales sélectionnent leurs patineurs en fonction de leurs propres critères.

## Podiums
| Épreuves                      | Or                        | Argent                    | Bronze                    |
| ----------------------------- | ------------------------- | ------------------------- | ------------------------- |
| Messieurs résultats détaillés | Felix Kaspar              | Graham Sharp              | Herbert Alward            |
| Dames résultats détaillés     | Cecilia Colledge          | Megan Taylor              | Emmy Putzinger            |
| Couples résultats détaillés   | Maxi Herber / Ernst Baier | Ilse Pausin / Erik Pausin | Inge Koch / Günther Noack |

## Tableau des médailles
| Rang  | Nation      | Or | Argent | Bronze | Total |
| ----- | ----------- | -- | ------ | ------ | ----- |
| 1     | Royaume-Uni | 1  | 2      | 0      | 3     |
| 2     | Autriche    | 1  | 1      | 2      | 4     |
| 3     | Allemagne   | 1  | 0      | 1      | 2     |
| Total | Total       | 3  | 3      | 3      | 9     |

## Détails des compétitions

### Messieurs
| Rang | Nom              | Nation      | Places | Points | Fig. impo. | Prog. libre |
| ---- | ---------------- | ----------- | ------ | ------ | ---------- | ----------- |
| 1    | Felix Kaspar     | Autriche    |        |        |            |             |
| 2    | Graham Sharp     | Royaume-Uni |        |        |            |             |
| 3    | Herbert Alward   | Autriche    |        |        |            |             |
| 4    | Horst Faber      | Allemagne   |        |        |            |             |
| 5    | Elemér Terták    | Hongrie     |        |        |            |             |
| 6    | Freddie Tomlins  | Royaume-Uni |        |        |            |             |
| 7    | Edi Rada         | Autriche    |        |        |            |             |
| 8    | Günther Lorenz   | Allemagne   |        |        |            |             |
| 9    | Per Cock-Clausen | Danemark    |        |        |            |             |

### Dames
| Rang | Nom                   | Nation          | Places | Points | Fig. impo. | Prog. libre |
| ---- | --------------------- | --------------- | ------ | ------ | ---------- | ----------- |
| 1    | Cecilia Colledge      | Royaume-Uni     |        |        |            |             |
| 2    | Megan Taylor          | Royaume-Uni     |        |        |            |             |
| 3    | Emmy Putzinger        | Autriche        |        |        |            |             |
| 4    | Maxi Herber           | Allemagne       |        |        |            |             |
| 5    | Lydia Veicht          | Allemagne       |        |        |            |             |
| 6    | Angela Anderes        | Suisse          |        |        |            |             |
| 7    | Gladys Jagger         | Royaume-Uni     |        |        |            |             |
| 8    | Eva Nyklova           | Tchécoslovaquie |        |        |            |             |
| 9    | Hanne Niernberger     | Autriche        |        |        |            |             |
| 10   | Daphne Walker         | Royaume-Uni     |        |        |            |             |
| 11   | Pamela Stephany       | Royaume-Uni     |        |        |            |             |
| 12   | Lissy König           | Autriche        |        |        |            |             |
| 13   | Nadine Szilassy       | Hongrie         |        |        |            |             |
| 14   | Susi Demoll           | Allemagne       |        |        |            |             |
| 15   | Inge Manger           | Suisse          |        |        |            |             |
| 16   | Jacqueline Bossoutrot | France          |        |        |            |             |
| 17   | Zdenka Porgesova      | Tchécoslovaquie |        |        |            |             |

### Couples
| Rang | Nom                                        | Nation          | Places | Points |
| ---- | ------------------------------------------ | --------------- | ------ | ------ |
| 1    | Maxi Herber / Ernst Baier                  | Allemagne       |        |        |
| 2    | Ilse Pausin / Erik Pausin                  | Autriche        |        |        |
| 3    | Inge Koch / Günther Noack                  | Allemagne       |        |        |
| 4    | Piroska Szekrényessy / Attila Szekrényessy | Hongrie         |        |        |
| 5    | Stephanie Kalusz / Erwin Kalusz            | Pologne         |        |        |
| 6    | A. Wachter / Fritz Lesk                    | Tchécoslovaquie |        |        |